# Beach Park
Beach Park é um destino turístico do litoral do Nordeste do Brasil, na praia de Porto das Dunas, município de Aquiraz, a 15 minutos de Fortaleza. Seu parque aquático é considerado o maior da América Latina, distribuído numa área total de 20.000 m² e 13 km² de área específica do parque aquático.[carece de fontes?]
No complexo, além de praias, três resorts, um hotel e ampla rede de lounges e restaurantes. O parque possui cerca de 18 atrações, entre radicais, moderadas e infantis. O Beach Park Resort recebe mais 1,7 milhão de visitantes todos os anos e utiliza mais de 7.793.000 litros de água no Acqua Parque.
Inaugurado em 1989, o parque é filiado a órgãos de turismo e lazer do nacionais e internacionais. Faz parte da World Waterpark Association (WWA), International Association of Amusement Parks and Attractions (IAAPA), da Associação Brasileira de Restaurantes e Empresas de Entretenimento (ABRASEL), da Associação Brasileira da Indústria Hoteleira (ABIH) e da Aquiraz Convention & Visitors Bureau (ACVB). Em 2016, começaram negociações para uma provável filial do parque na capital baiana, no espaço do antigo aeroclube plaza show.[carece de fontes?]
Em 2013, foi classificado como uma das melhores empresas para se trabalhar no Brasil. Em 2015, o parque foi considerado o segundo melhor parque aquático do mundo pelos usuários do site TripAdvisor. O empreendimento também já ganhou vários outros prêmios internacionais.

## História

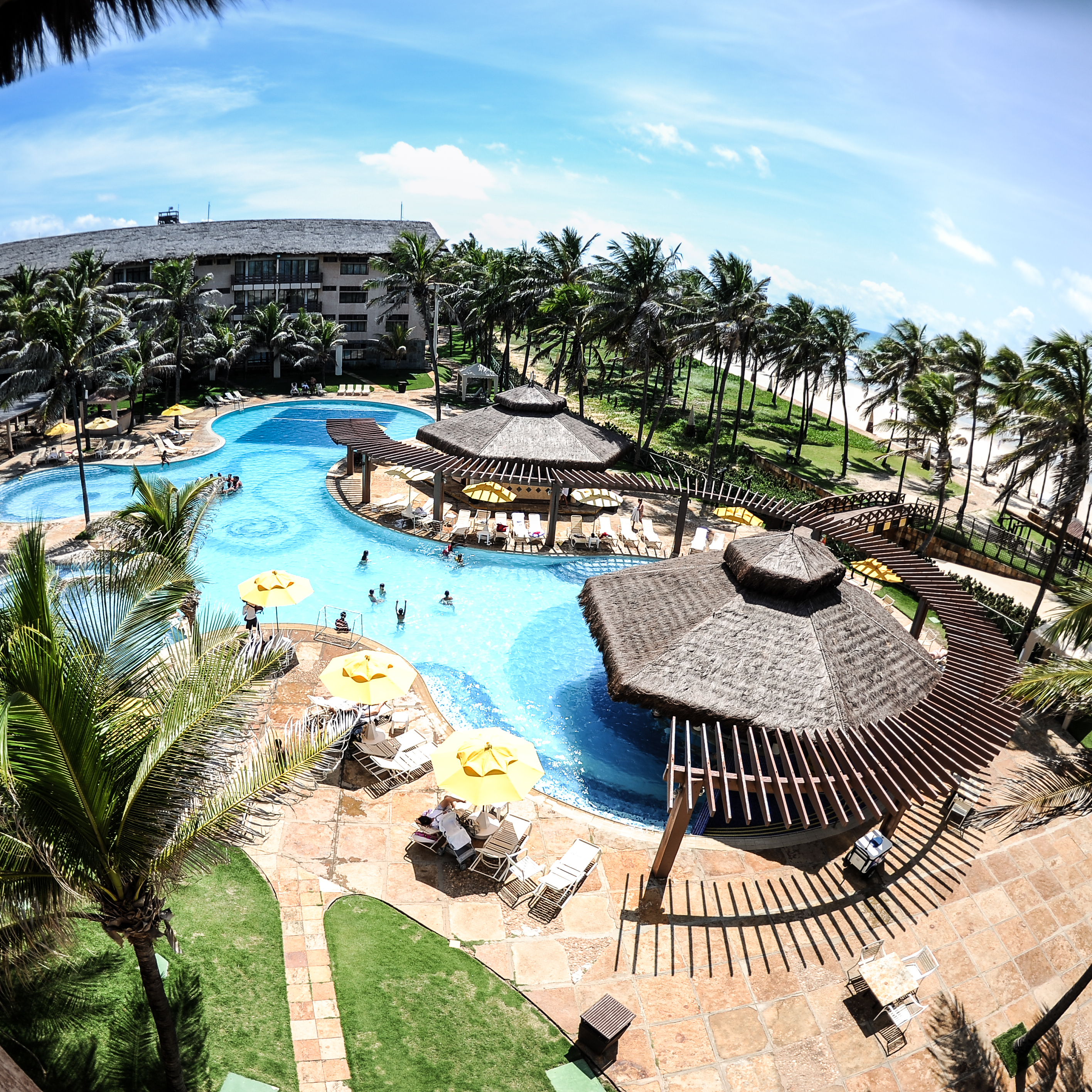
Suites Beach Park Resort, o primeiro do complexo.

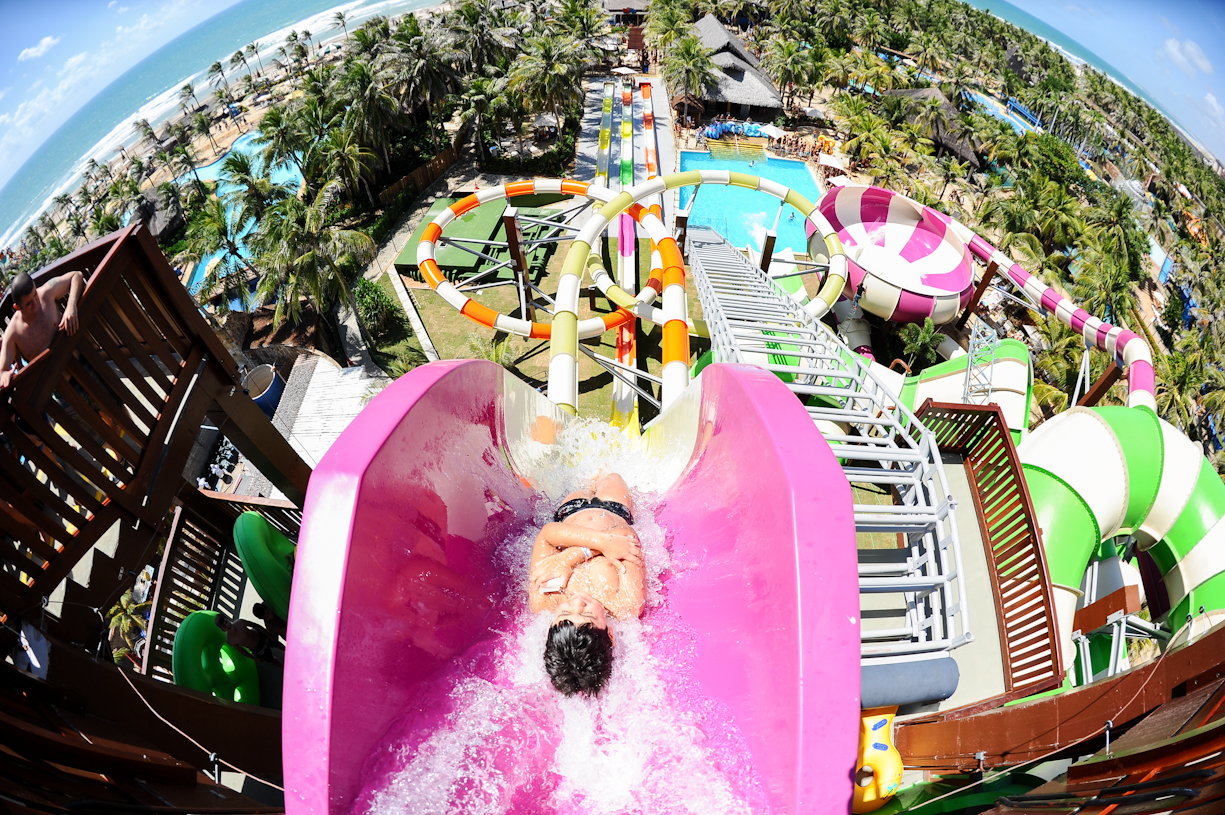
O Parque aquático com atrações para todas as idades. Na foto, o brinquedo Arrepius.

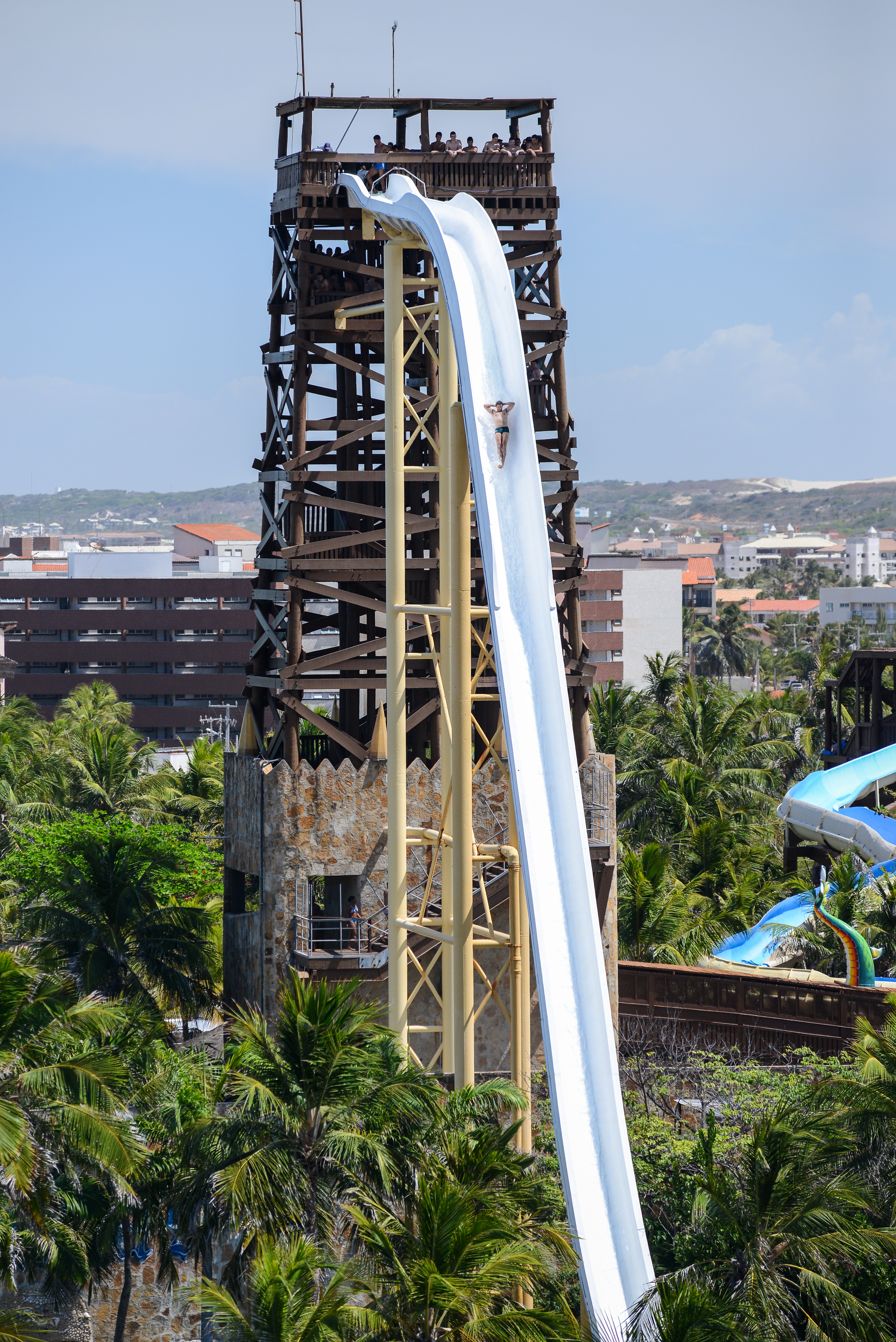
Toboágua Insano.

O Beach Park nasceu em 1985, a partir de restaurante à beira da praia. O seu  primeiro brinquedo aquático foi inaugurado em 1988 e, no ano seguinte, foi inaugurado seu parque aquático, com três toboáguas. Ainda em 1989, a área da praia ganhou novas atrações, com o Portal da Praia, o Museu da Jangada, o Caminho de Garrafas, o Largo do Peixe, a Cascata da Sereia, além de outras esculturas. O Restaurante da Praia, hoje, também é palco do festival Beach Sounds, projeto que traz bandas locais de pop rock.
Em 1996, o complexo ganhou um hotel com a bandeira Caesar Tower, que, em 1998, passou a ser Beach Park Suítes Resort, com 175 suítes de padrão internacional. No ano de 2000, foi construído o Centro de Convenções, para atender ao ramo acadêmico e de negócios. O Beach Park Convention Center tem capacidade para até 450 pessoas. No dia 1 de janeiro de 2011 o grupo lançou a Beach Park FM, substituído a antiga Oi FM.

## Resorts
- Suites Beach Park Resort
- Acqua Beach Park Resort
- Oceani Beach Park Resort
- Wellness Beach Park Resort

## Principais Atrações
As principais atrações do Aqua Park e suas áreas temáticas são:
- Insano: toboágua com queda livre de 41 metros de altura, equivalendo a um prédio de 14 andares;
- Kalafrio: um half em formato de pista de skate, onde se desce em boias duplas. (Atlântida);
- Arrepius: vários toboáguas que partem de uma torre de 25 metros de altura;
- Acqua Circo: maior playground aquático do mundo;[12]
- Atlantis: uma grande rampa, na qual se desce em boias quadruplas (Atlântida);
- Ramubrinká: Vários toboáguas em curvas que partem de uma torre de 24 metros de altura
- Correnteza Encantada: um rio artificial no meio do Aqua Park (Ilha da Correnteza);
- Maremoto: maior piscina de ondas da America Latina;[13]
- Acqua Show: um playground aquático com um grande balde que joga água nos visitantes;
- Moreia Negra: Era um toboágua fechado em forma de uma moreia gigante (Atlântida);
- Vaikuntudo : um toboágua fechado em forma de um tornado gigante (Atlântida);
- Hupa e Hopa: dois toboáguas de sete metros que atingem grande velocidade por meio de forte jato de água jogado no visitante (Atlântida);
- Ilha do tesouro: área temática infantil (Ilha do Tesouro);
- Arca de Noé: área temática infantil dentro da ilha da correnteza (Ilha da Correnteza);
- Acquabismo: um grande tobogã com uma rampa de 8 metros de largura de deslize suave;
- Saunas e spas;
- Tchibum: com 25 metros de comprimento, 4,5 m de altura e velocidade média de 12,8 km/h, proporciona uma descida gentil e suave.